# Даниленко Анатолій Степанович
Анато́лій Степа́нович Даниле́нко (4 березня 1953, Карапиші — 6 лютого 2021, Карапиші) — український науковець, доктор економічних наук (1997), академік НААН, Голова Державного комітету України з земельних ресурсів (1999—2005); професор, завідувач кафедри управління земельними ресурсами Національного аграрного університету; ректор Білоцерківського національного аграрного університету з 2008 року.
Голова Черкаської обласної державної адміністрації (1998—1999).

## Біографічні відомості
Народився 4 березня 1953 року у селі Карапиші, тоді Миронівського району, Київської області.
За освітою — ветеринарний лікар та вчитель біології. Закінчив стаціонар Білоцерківського сільськогосподарського інституту та, заочно, Уманський педагогічний інститут імені Павла Тичини. Має вчений ступінь доктора економічних наук, академік НАН України.
З 1981 — голова колгоспів сіл Яхни і Карапиші та смт Миронівка.
Обирався депутатом України скликання (1994—98, очолював комітет Верховної Ради України з питань агропромислового комплексу, земельних ресурсів та соціального розвитку села.
За період роботи ректором Білоцерківського національного аграрного університету зумів вивести зруйноване навчально-дослідне господарство в сучасне модельне господарство, що служить базою практичної підготовки студентів та підвищення кваліфікації фахівців сільського господарства.
За його активної участі створено всеукраїнське об'єднання «Молодь за євроінтеграцію», відкрито інформаційний центр Євросоюзу

## Освіта
Ветеринарний факультет Білоцерківського сільськогосподарського інституту (1971—1976), ветеринарний лікар; Уманський державний педагогічний інститут (1980—1983), вчитель біології; кандидатська дисертація «підприємництво і сільська зайнятість (питання теорії і практики)»; докторська дисертація «Розвиток підприємництва в АПК України (теоретико-прикладні аспекти)» (Миколаївський сільськогосподарський інститут, 1997).

## Трудова діяльність
Колгоспник у селі Карапиші, після навчання у виші та строкової військової служби працював в цьому ж колгоспі головним ветеринарним лікарем.
Народний депутат України 2-го скликання з 03.1994 (1-й тур) до 04.1998, Миронівський виб. окр. № 221, Київ. обл., висун. СелПУ.
Голова Комітету з питань АПК, земельних ресурсів і соціального розвитку села. Член фракції АПУ (до цього — групи «Аграрники України»). На час виборів: голова правління колгоспу імені Щорса Миронівського району; член СелПУ.
1-й тур: з'яв. 88.2 %, за 68.17 %. 5 суперн. (осн. — Дивнич М. В., н. 1963, чл. УРП; Богуславська райдержадміністрація, зав. відділу освіти, 1-й тур — 10.84 %).
1970-71 — різнороб, колгосп ім. Щорса Миронівського району.
09.1971-07.76 — студент, Білоцерківський с.-г. інститут.
11.1976-11.77 — служба в армії.
11.1977-81 — гол. ветлікар, колгосп імені Щорса Миронівського району.
1981-02.86 — голова правління, колгосп імені Куйбишева Миронівського району.
02.1986-10.91 — голова правління, колгосп імені Бузницького Миронівського району.
10.1991-05.94 — голова, КСП «Карапиші» Миронівського району.
05.1994-05.98 — Голова Комітету з питань АПК, земельних ресурсів і соціального розвитку села, ВР України.
05.-06.1998 — голова, КСП «Карапиші». 11.06.1998-08.09.99 — голова, Черкаська облдержадмін.
З 1991 — голова Селянської спілки Київ. обл. Був чл. Вищої Ради СелПУ; гол. Київ. обл. орг. СелПУ (з 1993), чл. АПУ (12.1996-2005); член Політради АПУ (з 03.2000).
Народний депутат СРСР (1989—91).
Член комісії з питань аграрної та земельної реформи при Президентові України (02.1995-02.99); член Вищої ек. ради Президента України (07.1997-11.2001); член комісії з питань аграрної політики при Президентові України (02.1999-11.2001). Академік ВГО «Українська академія наук національного проґресу», академік НАН України.
Державний службовець 1-го рангу (02.1999).

## Родина
- батько Степан Опанасович (1932—1998) — колгоспник;
- мати Антоніна Полікарпівна (1928—2013) — колгоспниця;
- дружина Валентина Петрівна (нар. 1957) — голова СТОВ «Агросвіт»;
- донька Олена (нар. 1979) — завкафедри економіки Білоцерківського національного аграрного університету;
- донька Олеся (нар. 1982) — закінчила юридичний факультет Київського національного університету імені Тараса Шевченка, заступник директора «Агротехспілки».

## Відзнаки і нагороди
- Заслужений працівник сільського господарства України (1994)[7];
- Орден «Знак Пошани» (1987);
- Орден Святого Нестора Літописця (1999);
- Орден «За заслуги» III ступеня (2000);
- Срібна медаль ВДНГ СРСР (1986, 1988);
- Золота медаль ВДНГ СРСР (1987);
- Орден «За заслуги» III ступеня (03.2002)[8];
- Почесна грамота КМ України (03.2003)[9].

## Праці
Автор понад 80 наукових праць:
- «Підприємництво і нові форми зайнятості» (1996),
- «Розвиток підприємництва в АПК України (територіально-прикладні аспекти)» (1997),
- «Законодавче правове поле діяльності. Товарні біржі сільськогосподарського ринку в Україні» (1997),
- «Земельна реформа — поступ у третє тисячоліття» (2000),
- «Проблеми реформування земельних відносин» (2000),
- «Про новий Земельний кодекс України» (2000),
- «Моя Україно, вірю в твоє майбутнє» (кн.1, 2001; кн.2, 2003),
- «Формування ринку землі в Україні» (2002),
- «Земельне законодавство України» (в 2 кн., 2002),
- «Нормативно-правові акти з питань земельних відносин» (2003, співав.),
- «Основні напрями поглиблення земельних відносин в Україні» (2002),
- «Про стан дотримання законодавства України щодо видачі державних актів на право приватної власності на землю, сертифікатів на земельну частку (пай) та їх обігу; про дотримання законодавства України щодо виділення в натурі, використання та обігу земельних ділянок сільськогосподарського призначення» (2003),
- «Стан і перспективи нормативно-правового забезпечення земельної реформи» (2003),
- «Земельна реформа в Україні, проблеми та перспективи створення земельних банків»,
- «Основні положення Земельного кодексу в Україні»,
- «Управління відтворенням і збереженням родючості ґрунту у контексті сталого розвитку природокористування» та ін.